# Покровский район (Днепропетровская область)
Покро́вский райо́н (укр. Покровський район) — упразднённая административная единица на юго-востоке Днепропетровской области Украины. Административный центр — посёлок городского типа Покровское.

## География
Район расположен на юго-востоке Днепропетровской области.
С ним соседствуют
Межевский,
Васильковский районы Днепропетровской области,
Новониколаевский,
Гуляйпольский районы Запорожской области и
Великоновосёлковский район Донецкой области.
Площадь района 1210 км².
На территории района протекают реки:
Волчья,
Каменка,
Берестовая,
Вороная,
Янчур,
Гайчур.

## История
В XVI—XVII веках территорию, на которой сейчас расположен район, называли Диким полем. Вдоль реки Волчьей пролегал Муравский шлях, которым крымские татары и янычары пользовались для разбойничьих нападений на славянские поселения. С тех пор остались татарские наименования приток Волчьей — Гайчур и Янчур.
Официальная история района начинается с 1673 года. Историк-академик Д. Яворницький в своей книге «Иван Дмитриевич Сирко, славный кошовый отаман войска запорожзких низовых козаков» пишет:
«Осенью 1673 года И. Сирко встретился на Муравськом пути з большим отрядом татар, разбил их, взял много в плен, после чего счастливо вернулся на Сич. Эта битва состоялась в районе Покровского в день Покровы Пресвятой Богородицы. На знак памяти про эту победу слободу назвали Покровськой».
Как административная единица «район» создан в 1923 году.
17 июля 2020 года в результате административно-территориальной реформы район вошёл в состав Синельниковского района.

## Демография
Население района по переписи 2001 года составляет 41 864 человека, в том числе в городских условиях проживают 17 279 человек, в сельских — 24 585 человек.

## Административное устройство
Район включает в себя:
| - Поселковых советов: 2 - Сельских советов: 9 | - Посёлков городского типа: 2 - Сёл: 69 |

### Местные советы[6]
| - Покровский поселковый совет - Просянский поселковый совет - Александровский сельский совет - Андреевский сельский совет - Березовский сельский совет - Великомихайловский сельский совет | - Вишнёвский сельский совет - Гавриловский сельский совет - Катериновский сельский совет - Маломихайловский сельский совет - Орловский сельский совет |

### Населённые пункты[7]
| с. Александровка с. Алексеевка с. Андреевка с. Берёзовое с. Богодаровка с. Братское с. Великомихайловка с. Вербовое с. Вишнёвое с. Водяное с. Волчье с. Вольное с. Вороное с. Гавриловка с. Гай с. Гапоно-Мечетное с. Герасимовка с. Даниловка с. Диброва | с. Добропасовое с. Дрозды с. Егоровка с. Запорожское с. Заречное с. Зелёная Долина с. Калиновское с. Катериновка с. Киричково с. Кирпичное с. Коломийцы с. Кривобоково с. Левадное с. Лесное с. Малиевка с. Малиновка с. Маломихайловка с. Маяк | с. Мечетное с. Нечаевка с. Новоалександровка с. Новогеоргиевка с. Новониколаевка с. Новосёловка с. Новоскелеватое с. Орестополь с. Орлы с. Остаповское с. Отрадное с. Отришки с. Першотравневое с. Песчаное с. Петриков с. Писанцы с. Подгавриловка | пгт Покровское с. Приволье пгт Просяная с. Радостное с. Романки с. Скотоватое с. Солёное с. Сосновка с. Старокасьяновское с. Степовое с. Терновое с. Тихое с. Хорошее с. Христофоровка с. Черненково с. Яблоновка с. Январское |

#### Ликвидированные населённые пункты[8]
| с. Луначарское | с. Межи | с. Раздолье | с. Ягодное |

## Транспорт
В районе действует автотранспортное предприятие ОАО «Покровское АТП 11214», основано в 1945 году. Осуществляет пассажирские перевозки на городских, пригородных и междугородних маршрутах.

## Достопримечательности
Недалеко от с. Новоселовка находиться ряд природных и исторических достопримечательностей: «Дуб смерти», «Марушкины скалы», «Водопад»(переливная плотина на р. Волчья), Грушевское кладбище, Нечаева балка, «Дурный пан» и др.
Очень красочный маршрут по р. Волчья.

## Известные люди
- Иван Васильевич Копичай — Герой Украины
- Кисенко Иван Григорьевич — Герой Социалистического Труда
- Дудля Николай Андреевич — Герой Социалистического Труда
- Арцебарский Анатолий Павлович — лётчик-космонавт СССР, лётчик-испытатель, Герой Советского Союза